# Пянкевич, Владимир Леонидович
Влади́мир Леони́дович Пянке́вич (род. 19 ноября 1956, Махачкала) — российский историк, специалист в области экономической и социальной истории СССР. Доктор исторических наук (2002), профессор, заведующий кафедрой истории народов стран СНГ Института истории СПбГУ, ведущий научный сотрудник лаборатории «История блокады Ленинграда» СПбИИ РАН.

## Биография
Окончил исторический факультет Ленинградского государственного университета (1980), специализировался по кафедре истории советского общества. В 1980—1986 годах — архивист Центрального государственного архива Октябрьской революции и социалистического строительства Ленинграда.
Кандидатскую диссертацию «Советы депутатов трудящихся Ленинграда в годы четвёртой пятилетки (1946—1950 гг.)» защитил в 1986 году, докторскую диссертацию «Восстановление экономики СССР (середина 1941 — середина 1950 гг.). Историография» — в 2002 году.
С 1996 года работает на историческом факультете СПбГУ (доцент, профессор). С момента основания заведовал кафедрой истории истории для преподавания на естественных и гуманитарных факультетах, в 2007—2014 годах заведовал вновь созданной кафедрой истории предпринимательства и менеджмента, с 2014 года руководит объединённой кафедрой истории народов стран СНГ. Читает курсы по истории предпринимательства, социальной и экономической истории России, руководит исследовательской работой соискателей и аспирантов. С 2022 года по совместительству работает в СПбИИ РАН.
С 2006 года — заместитель председателя, с 2010 года — председатель предметной комиссии Единого государственного экзамена по истории России в Санкт-Петербурге. Автор более 100 научных и научно-методических работ.
Награждён грамотой Губернатора Санкт-Петербурга за активное участие в создании проекта «Санкт-Петербург на перекрёстке культур» (2006), и Почётной грамотой Министерства образования и науки Российской Федерации за многолетнюю плодотворную работу по развитию и совершенствованию учебного процесса, значительный вклад в дело подготовки высококвалифицированных специалистов (2011). Лауреат Макарьевской премии 2015 года (третья премия по номинации «История России»).
Сын Александр (род. 1988) — кандидат культурологии, доцент СПбГИК.

## Основные работы
Книги и брошюры
- Возрождение советской экономики в годы Великой Отечественной войны: (Проблемы историографии). СПб.: Нестор, 1999;
- Репарации и труд военнопленных как источник восстановления экономики СССР после Второй мировой войны: (Вопросы историографии). СПб, 1999;
- Восстановление экономики СССР (середина 1941 — середина 1950-х гг.): Историография. СПб.: Нестор, 2001. — 430 с.
- 300 лет военной истории Санкт-Петербурга. Санкт-Петербург — военная столица, военно-научный и военно-промышленный центр страны. СПб., 2003. 575 с. (в соавт.)
- «Люди жили слухами»: Неформальное коммуникативное пространство блокадного Ленинграда. — СПб.: Владимир Даль, 2014. — 479 с.

Статьи
- Невольники в возрождении советской экономики (историография принудительного труда граждан СССР 40-х — начала 50-х годов) // Историографический сборник: Межвузовский сб. науч. трудов. Вып. 20. Саратов: Изд-во Саратовского гос. ун-та, 2002.
- Семья в осаде (Ленинград 1941—1944 гг.) // Битва за Ленинград: проблемы современных исследований. Сб. ст. СПб., 2007.
- На пределе возможностей (нефронтовые будни Великой Отечественной войны) // Великая Отечественная война: правда и вымысел. Сб. статей и воспоминаний. Вып. 5. СПб., 2008.
- Демографические последствия Великой Отечественной войны и экономика СССР (Историография проблемы) // Страницы российской истории: Проблемы, события, люди. Сб. научн. трудов к 10-летию кафедры истории для преподавания на естественных и гуманитарных факультетах СПбГУ. СПб., 2008.
- Крестьянское аграрное предпринимательство в России в 1930—1950-х гг. // Политика. Общество. Человек. К 85-летию А. З. Ваксера. СПб., 2008.
- Слухи в блокадном Ленинграде // Великая Отечественная война: правда и вымысел. Сб. статей и воспоминаний. Вып. 6. СПб., 2009.
- Рынок блокадного Ленинграда // Жизнь и быт в блокированном Ленинграде" СПб.: Нестор-История, 2010.
- «Каждый такой листочек на стене был криком, воплем крайней беспомощности». Частные объявления в блокадном Ленинграде // История России: экономика, политика, человек. К 80-летию Б. В. Ананьича. СПб., СПбГУ. 2011.
- «Почему это у вас никто не боится?»: эмоциональное состояние и поведение блокадников в условиях бомбежек и артобстрелов // Ленинградская область в Великой Отечественной войне. К 65-летию Победы. Материалы научной конференции 19-20 апреля 2010 г. СПб., 2012.
- «Одни умирают с голоду, другие наживаются, отнимая у первых последние крохи». Участники рыночной торговли в блокадном Ленинграде // Социально-культурные аспекты истории экономики России XIX-XX веков: Материалы I Всероссийской научной конференции (С-Петербург, 25-26 мая 2011 г.). СПб., 2012.
- Представители центральной и местной власти в восприятии жителей блокадного Ленинграда (1941—1944 гг.) // Dzieje biurokracji, tom V, red. A. Gaca, A. Górak, Z. Naworski, Lublin — Toruń — Włocławek 2013. 1 п.л.
- Декорации войны: блокадный Ленинград в восприятии горожан // Маленький человек и большая война в истории России: середина XIX — середина XX в. Международный коллоквиум. (С-Петербург, 17-20 июня 2013 г.): Научные доклады. СПб.: Нестор-История, 2013.
- Rumors in Leningrad During the Blockade // «Russian Studies in History» Fall 2013 Vol. 52 No. 02. Editors: Joseph Bradley, Christine Ruane, University of Tulsa.